# IC 904
IC 904 ist eine linsenförmige Galaxie vom Hubble-Typ S0-a im Sternbild Jungfrau auf der Ekliptik. Sie ist schätzungsweise 297 Millionen Lichtjahre von der Milchstraße entfernt und hat einen Durchmesser von etwa 100.000 Lichtjahren.
Im selben Himmelsareal befinden sich u. a. die Galaxien NGC 5257, NGC 5258, IC 903.
Das Objekt wurde am 8. Juni 1893 vom französischen Astronomen Stéphane Javelle entdeckt.